# Garsitz
Garsitz ist ein Ortsteil von Königsee im Landkreis Saalfeld-Rudolstadt in Thüringen.

## Lage
Der Ort liegt im Naturpark Thüringer Wald im oberen Ausläufer des Rinnetals südwestlich des Hauptortes Königsee. Durchflossen wird Garsitz durch das kleine Flüsschen Rinne, die etwa drei Kilometer vor Garsitz entspringt.

## Sehenswürdigkeiten
Westlich von Garsitz befinden sich natürliche Denkmäler: Das Große Querlichsloch (Bärenkeller), die Wildpferdehöhle, die Dachshöhle, der Höhlenbäreneckfelsen und die Mönchskapelle. Beim Bärenkeller handelt es sich um eine Kulthöhle. Tief im Hintergrund fanden sich eine kleine Feuerstelle sowie zahlreiche Rundstäbe aus Elfenbein, Geschoßspitzen aus Rengeweih, darunter eine mit 43,9 cm extrem lange Feuersteingeräte und eine stilisierte Frauenfigur aus Mammutelfenbein.
Figürchen, die tanzende Frauen verkörpern, fanden sich auch bei Oelknitz und Nebra.
Bei oder in den Höhlen wurden diverse Tierknochenreste vom Wildpferd, von der Saigaantilope und vom Höhlenbär sowie Kulturhinterlassenschaften gefunden, datiert zwischen dem 13. und 8. Jahrtausend v. Chr. in die ausgehenden Altsteinzeit.
Bekanntestes Bauwerk des Dorfes ist der Glockenturm. Oberhalb von Garsitz erhebt sich das „Gebörne“, das neben mehreren Höhlen (z. B. Bärenkeller) auch eines der ältesten Zechsteinriffe in Deutschland beherbergt. Ebenfalls auf dem Gebörne befindet sich der Infoweg „natürlich Königsee“, der interessante geschichtliche und wissenschaftliche Fakten erklärt.

## Geschichte
Unter dem Namen Garschitz wurde das Dorf im Jahre 1289 erstmals erwähnt. Der Ortsteil von Königsee hat die zweitgrößte Einwohnerzahl der Ortsteile. Die Fläche des kleinen Dorfes liegt bei 228 ha. Bis 1918 gehörte der Ort zur Oberherrschaft des Fürstentums Schwarzburg-Sondershausen.

## Politik
Ortsteilbürgermeister ist Knut Kummer (Stand 2021).

## Verkehr
Die Linie 15 der Omnibusverkehr Saale-Orla Rudolstadt GmbH stellt den Anschluss an die umliegenden Orte sicher.

## Sonstiges
Traditionelle Veranstaltungen sind das jährliche Maifeuer und die Kirmse. Außerdem besitzt Garsitz Sport-, Jugend- und Feuerwehrvereine. Bekannteste Garsitzerin ist Brigitte Wunderlich, die 2005 „Thüringerin des Jahres“ wurde.